# アリーヤー
アリーヤーもしくはアリヤー（ヘブライ語: עלייה、『上ること』の意味）は、ユダヤ人によるエレツ・イスラエル（イスラエルの地）への移民を言う。アリヤーはシオニズム思想の根本的な教義である。
反対に、ユダヤ人がイスラエルから移民することをイェリダー（ヘブライ語:  ירידה、『下ること』の意味）という。